# Leppin (Wüstung)
Leppin ist eine Wüstung auf dem Gebiet der heutigen Gemeinde Rechlin im Landkreis Mecklenburgische Seenplatte in Mecklenburg-Vorpommern. Die frühere Gemeinde lag am Nordende des Hofsees und war namensgebend für den Leppinsee, der anderthalb Kilometer weiter östlich liegt und an dem sich eine Ziegelei befand. Im Jahr 1910 lebten dort 141 Menschen. 1936 übernahm dann die Luftwaffenerprobungsstelle Rechlin die Gemarkung, um dort Waffen zu testen. Durch einen Erlass vom 14. August 1939 wurde die bis dahin selbstständige Gemeinde, die nun keine Einwohner mehr hatte, zusammen mit acht anderen, darunter die nun ebenfalls wüsten Klopzow und Roggentin, in die Gemeinde Rechlin eingegliedert. Heute gehört der nördliche Teil der Gemarkung zum Müritz-Nationalpark.